# Albert Venn
Albert H. Venn (ur. 24 września 1867 w Marshall, zm. 6 sierpnia 1908 w Emporii) – amerykański zawodnik lacrosse, który na Igrzyskach Olimpijskich 1904 w Saint Louis wraz z kolegami zdobył srebrny medal w grze drużynowej.
W turnieju udział brały trzy zespoły klubowe ze Stanów Zjednoczonych i Kanady. Venn reprezentował amerykański klub Saint Louis Amateur Athletic Association.